# Cribrilinidae
Cribrilinidae zijn een familie van mosdiertjes uit de orde Cheilostomatida en de klasse van de Gymnolaemata.

## Geslachten
- Anaskopora Wass, 1975
- Braikovia Gontar, 2012
- Callistopora Winston, 2005
- Cinclidia Denisenko, 2018
- Collarina Jullien, 1886
- Corbulipora MacGillivray, 1895
- Corbuliporina Vieira, Gordon, Souza & Haddad, 2010
- Cribralaria Silén, 1941
- Cribrilaria Canu & Bassler, 1929
- Cribrilina Gray, 1848
- Dendroperistoma Moyano, 1985
- Distansescharella d'Orbigny, 1853
- Eucheilopora Lang, 1916
- Figularia Jullien, 1886
- Filaguria Moyano, 1991
- Gephyrotes Norman, 1903
- Glabrilaria Bishop & Househam, 1987
- Harmelinius Rosso, 2018
- Hayamiellina Grischenko & Gordon, 2004
- Inferusia Kukliński & Barnes, 2009
- Inversiscaphos Hayward & Cook, 1979
- Jolietina Jullien, 1886
- Jullienula Bassler, 1953
- Khulisa Boonzaaier-Davids, Florence & Gibbons, 2020
- Klugerella Moyano, 1991
- Membraniporella Smitt, 1873
- Parafigularia Moyano, 1984
- Puellina Jullien, 1886
- Reginella Jullien, 1886
- Reginelloides Soule, Soule & Chaney, 1995
- Reptescharella d'Orbigny, 1852
- Rosulapelta Winston & Vieira, 2013
- Spiniflabellum Di Martino & Rosso, 2015
- Teresaspis Rosso, 2018

Niet geaccepteerde geslachten:
- Acanthocella Canu & Bassler, 1917 → Corbulipora MacGillivray, 1895
- Figulina Levinsen, 1909 → Figularia Jullien, 1886
- Lyrula Jullien, 1886 → Jullienula Bassler, 1953
- Watersia Levinsen, 1909 → Corbulipora MacGillivray, 1895